# Sonja Hald
Sonja Hald er en dansksproget rockgruppe, dannet i august 2012  i Aarhus. Bandet består, trods det feminine navn, udelukkende af mænd. Bandnavnet er et anagram, der bygger på bogstaverne i forsanger Jonas Dahls navn.

## Baggrund
Sonja Hald blev dannet af frontfigur Jonas Dahl ved hjemkomsten til Danmark efter fem års ophold i Berlin , hvor han havde ernæret sig ved at spille sit engelsksprogede debutalbum Waterfall With Deer på gaden rundt om i Europa.  Sonja Hald fik hurtigt opmærksomhed, og især airplay  på DR P6 Beat, med de skæve danske tekster. Dette førte bl.a til, at trioen Folkeklubben tog Sonja Hald med som supportband på deres Nye Tider forårsturné i 2014. 

## KarriereKanonen
I marts 2014 blev Sonja Hald udtaget til DR P3's KarriereKanonen, blandt i alt 1.638 bidrag. I den forbindelse spillede bandet på SPOT Festival  i Aarhus og gik herfra videre til finalen  , som blev afholdt på Smukfest i Skanderborg samme år. Sonja Hald blev her kåret som vindere.
I efteråret 2014 valgte Magtens Korridorer at tage Sonja Hald med som supportband på deres landsdækkende turné for albummet Før alting bliver nat Dette affødte, at de i 2016 komponerede og indspillede sangen "De Sidste" sammen, der er udgivet på Sonja Hald-pladerne De Fire Forbehold og Klæk!.

## Debutalbum
I slutningen af 2014 skrev Sonja Hald pladekontrakt med A:larm Music/Universal Music , som udgav bandets debutalbum den 16. marts 2015 digitalt og på CD. Albummet blev bl.a. anmeldt positivt i Politiken, Soundvenue og Gaffa.
I forbindelse med udgivelsen af Vækstplanen på vinyl, som bandet selv stod for via en crowdfunding , oprettede Sonja Hald sit eget label Skide Farligt Records. Med undtagelse af EP'en De Fire Forbehold, som udkom i samarbejde mellem Universal Music og Reo Records, har bandet sidenhen kun udgivet via deres eget pladeselskab. 

## Musikalsk samarbejde
Gruppen har bl.a. spillet support for Magtens Korridorer, Folkeklubben, Runrig og Kim Larsen & Kjukken.
De har spillet og arbejdet live sammen med Magtens Korridorer, tv·2, Steffen Brandt, Niels Skousen, Marie Frank, Jonny Hefty, Jøden, I'll Be Damned, Vibeke Falden og Dorthe Gerlach.
Johan Olsen , Laura Mo  og Lars Lilholt  har sunget duet på udgivelserne.
De har indspillet og udgivet Gnags' sang "Vilde Kaniner", med egen komponeret melodi til Peter A.G. Nielsens tekst.
De er en del af det jyske musikkollektiv Keminova Cowboys, der også tæller Laura Mo, Telestjernen, Hverdagens Helte, Ulvetimen og Michelle Birkballe.

## Medlemmer
| - Jonas Dahl: sang, westernguitar, mundharpe, sangskriver - Simon Bekker: kor, leadguitar - Ole Holmgaard: kor, banjo, synthesizer og rytmeguitar | - Mikkel Aagaard Christiansen: trommer (august 2012 - april 2018) - Jakob Retz: bas (august 2012 - august 2019) - Søren Madsen: trommer (maj 2018 - november 2019) |

## Diskografi
| - Vækstplanen (2015) - Klæk! (2017) - Supertransformer (2020) - De Fire Forbehold (2016) | - "Vækstplanen" (2015) - "Drømmekage" (2016) - "Fremmed" remix af Vibeke Falden (2017) - "Fødselsdag" (2019) - "Sten Saks von Trier" (2019) - Sonja Hald: "Klæk! - Samlede digte af Sonja Hald" (2017) ISBN 9788771887952 |

## Priser
| Årstal | Pris                                                                                                |
| ------ | --------------------------------------------------------------------------------------------------- |
| 2014   | Vinder af KarriereKanonen                                                                           |
| 2018   | Nomineret til GAFFA-Prisen i kategorien Årets danske pop udgivelse for udgivelsen Klæk!             |
| 2018   | Nomineret til GAFFA-Prisen i kategorien Årets nye danske navn med musikkollektivet Keminova Cowboys |